# Werner Huth
Georg Werner F. Huth (* 1905 in London; † unbekannt) war ein deutscher Bob- und Motorradrennfahrer.

## Karriere
Huth startete in der zweiten Hälfte der 1920er-Jahre sowie Anfang der 1930er bei zahlreichen nationalen und internationalen Motorradrennen. Als Heimatort wird zu dieser Zeit Breslau genannt.
1927 wurde er auf Harley-Davidson beim Großen Preis von Deutschland auf dem Nürburgring Zweiter im Lauf der 1000-cm³-Klasse. Da bei diesem Rennen zugleich einmalig die Europameisterschaft in dieser Kategorie ausgetragen wurde, ist er bis heute einziger Vize-Europameister der Geschichte in der 1000-cm³-Klasse. Im Rennen, das über 18 Runden auf der Gesamtstrecke (Nord- und Südschleife) über 509,4 km ausgetragen wurde, hatte er im Ziel 16 Minuten Rückstand auf den Sieger Josef Giggenbach. Giggenbach kam auf seiner Bayerland mit 990-cm³-V2-Einbaumotor von J.A.P. in 5:58:36,4 Stunden ein, was einer Durchschnittsgeschwindigkeit von 85,52 km/h entsprach. Dritter wurde Dritter Heinz Kürten auf Andrees. Von zwölf gestarteten Maschinen fuhren sechs das Rennen bis zum Ende.
1930 gewann Huth auf der Berliner AVUS auf BMW den 500-cm³-Lauf beim AVUS-Rennen für Motorräder, bei dem zugleich der Große Bäderpreis von Deutschland ausgetragen wurde. 1931 wurde er auf NSU Deutscher Meister in der Halbliterklasse.
Bei den III. Olympischen Winterspielen 1932 in Lake Placid war Werner Huth Ersatzathlet vom Bob des Piloten Hanns Kilian, der die Bronzemedaille gewann, allerdings kam Huth nicht zum Einsatz. Im Zweierbob startete er als Pilot zusammen mit Bremser Max Ludwig, mit dem er im Jahr zuvor den Deutschen Meistertitel gewann. Bei den Spielen belegten sie den siebten Platz.
Von Beruf war er Gutachter.

## Statistik

### Erfolge
- 1931 – Deutscher Zweierbobmeister zusammen mit Max Ludwig
- 1931 – Deutscher 500-cm³-Motorrad-Straßenmeister auf NSU

### Motorrad-Rennsiege
| Jahr | Klasse  | Maschine | Rennen                                          | Strecke |
| ---- | ------- | -------- | ----------------------------------------------- | ------- |
| 1930 | 500 cm³ | BMW      | AVUS-Rennen / Großer Bäderpreis von Deutschland | AVUS    |